# Castillo de Locubín (kommunhuvudort)
Castillo de Locubín är en kommunhuvudort i Spanien.   Den ligger i provinsen Provincia de Jaén och regionen Andalusien, i den södra delen av landet, 300 km söder om huvudstaden Madrid. Castillo de Locubín ligger 727 meter över havet och antalet invånare är 5 052.
Terrängen runt Castillo de Locubín är kuperad. Runt Castillo de Locubín är det ganska tätbefolkat, med 78 invånare per kvadratkilometer. Närmaste större samhälle är Alcalá la Real, 7,6 km söder om Castillo de Locubín. Trakten runt Castillo de Locubín består till största delen av jordbruksmark.